# 헤지하트구

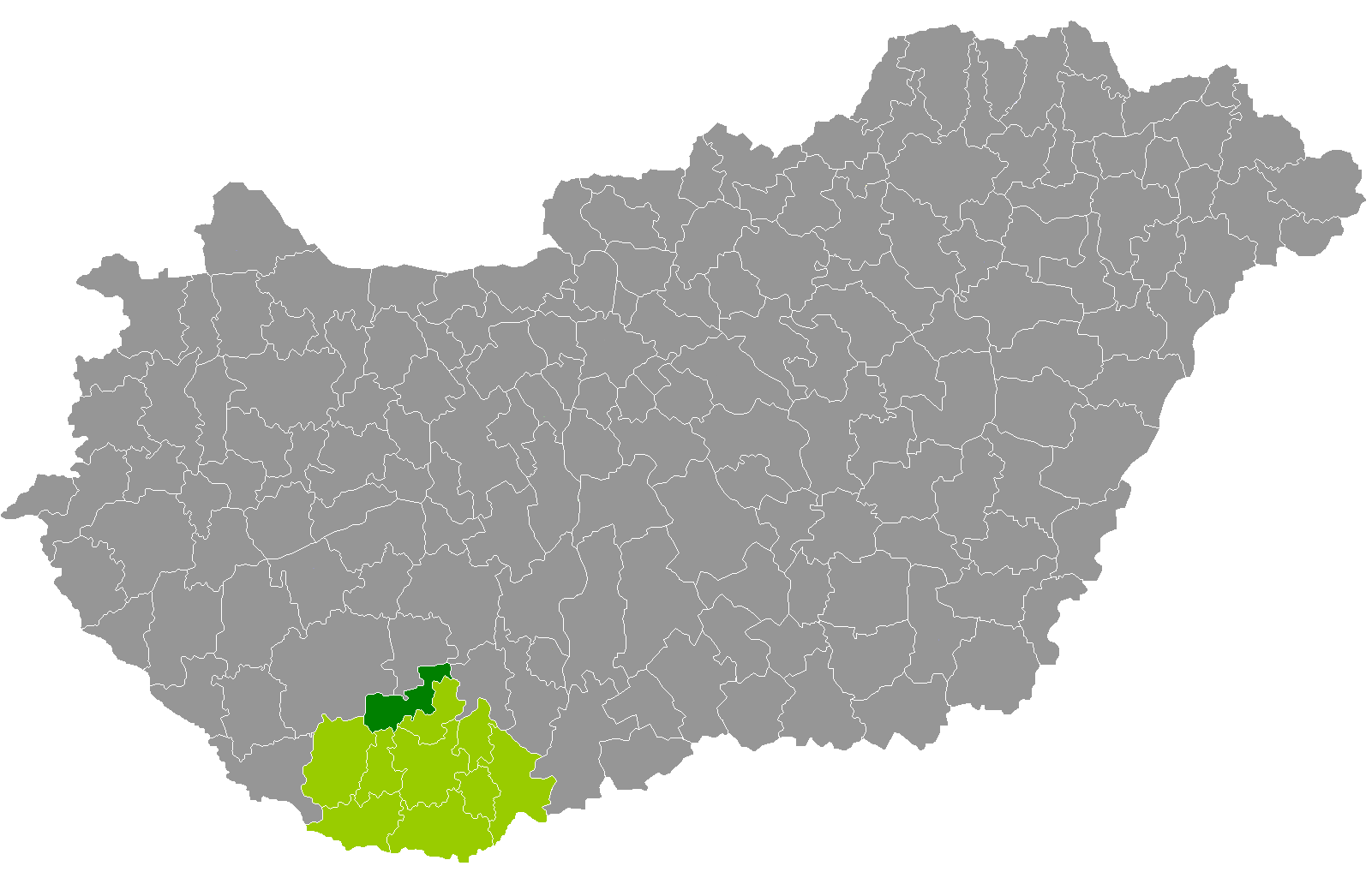
버러녀주 지도에 표시된 헤지하트구의 위치

헤지하트구(헝가리어: Hegyháti járás)는 헝가리 버러녀주에 위치한 구로 구청 소재지는 샤슈드이며 면적은 360.72km2, 인구는 12,744명(2011년 기준), 인구 밀도는 35명/km2이다. 헝가리에서 유일하게 구 이름이 구청 소재지 이름과 다른 구이다.
북쪽으로는 톨너주 돔보바르구, 터마시구, 동쪽으로는 톨너주 보니하드구, 남동쪽으로는 콤로구, 남쪽으로는 페치구, 센틀뢰린츠구, 북서쪽으로는 쇼모지주 커포슈바르구와 접한다. 25개 지방 자치체(2개 시, 23개 마을)를 관할한다.

구 문장